# Plemahan (Plemahan)
Plemahan is een bestuurslaag in het regentschap Kediri van de provincie Oost-Java, Indonesië. Plemahan telt 4216 inwoners (volkstelling 2010).